# Bruno Dante
Bruno Dante (Torino, 14 febbraio 1920 – 15 ottobre 2002) è stato un calciatore italiano, di ruolo attaccante.

## Carriera
Tesserato in gioventù per la Juventus e poi per il Torino, che lo prestò per alcune stagioni alla Biellese. Giocò poi per cinque campionati in Serie A con Venezia, Livorno e Genoa.

## Palmarès

### Club

#### Competizioni nazionali
- Coppa Italia: 1

Juventus: 1937-1938
- Serie C: 2

Spezia: 1939-1940
Biellese: 1942-1943